# Poggio Aquilone
Poggio Aquilone è una frazione del comune di San Venanzo (TR).
Si trova sulla sommità di una collina marnoso-calcarea che domina il corso dei torrenti Faenella, San Fortunato e Fosso dè Pozzi, affluenti del torrente Fersinone, ad un'altezza di 295 m s.l.m. È abitato da 59 residenti.
Il borgo si trova in una posizione piuttosto isolata, raggiungibile comodamente partendo dalla vicina Marsciano, svoltando al bivio di Morcella oppure attraverso una strada in forte pendenza, deviazione della statale che conduce a San Venanzo.
Lo stemma del paese reca scolpita in bella evidenza un'aquila.

## Storia
Nei pressi del paese, nel 1898, è stata rinvenuta una sepoltura a fossa di era eneolitica (10'000 a.C.); al suo interno, si trovava uno scheletro, circondato da oggetti in selce e rame, probabilmente della cultura detta del Rinaldone. Tra questi, di particolare pregio e finitura, una pugnale in selce rossa ed un martello forato, conservati ora al Museo Civico Archeologico di Bologna.
Nel XIII secolo, il Castel del Poggio de l'Aquilone risulta essere una proprietà dei Cadolingi Conti di Marsciano (di origine longobarda) e nel seguito sarà possedimento dei nobili di Perugia, tra cui gli Oddi, i Podiani, i Montesperelli ed i Ponfreni.
Nel 1258 risulta essere posto sotto la giurisdizione di Perugia, ai confini meridionali del contado con il territorio dell'Alto Orvietano, e nel 1282 il podestà del paese prestava fedeltà ai magistrati perugini.
Arrigo VII di Lussemburgo venne qui ospitato nel 1312, durante la sua venuta per sottomettere i fiorentini.
Nel 1442 viene scritto lo Statuto di Poggio Aquilone, una raccolta di 109 articoli destinati a regolare il governo, la sicurezza, la socialità della piccola comunità (ora è conservato alla Biblioteca Augusta di Perugia). Concesso per la prima volta dai Conti di Marsciano, esso verrà poi integrato ed aggiornato nel 1556.
Nel XVIII secolo vi viene istituito un "monte frumentario", ossia uno dei pochi punti dell'Italia centrale ove si raccoglievano le granaglie destinate all'alimentazione umana.
Appartenne a Perugia fino al 1831, quando da Roma venne passato sotto la giurisdizione di Orvieto. Quindi rimase al comune di San Vito in Monte fino al 1927, anno in cui venne inglobato nel territorio comunale di San Venanzo. Dal punto di vista religioso, comunque, il territorio poggese è tuttora inserito nella Diocesi di Perugia.
Tra i personaggi illustri del Poggio va ricordato il pittore Adelio Santi, nato nel 1918 a Castel Viscardo e poi trasferitori in questi luoghi.

## Società
Abitanti censiti

## Economia e manifestazioni
Agriturismo, agricoltura ed allevamento, costituiscono la risorsa principale del territorio.
Nell'ultima settimana di maggio vi si tiene la sagra degli umbricelli, che sono un genere di pasta tipico della cucina umbra.

## Monumenti e luoghi d'arte
- Castello, caratterizzato da una porta a sesto acuto, quattro torri ed i resti delle mura perimetrali
- Chiesa di S. Egidio Abate Vetus
- Chiesa parrocchiale di S. Pasquale Baylon, contenente una via crucis risalente al XVIII secolo
- Palazzotto ottocentesco (1803), che occupa la parte centrale del paese, nel luogo occupato dall'antico cassero

## Sport
- Caccia